# Ce fut en mai
Ce fut en mai est une chanson du XIIIe siècle du trouvère français Moniot d'Arras. 
Elle est conservée notamment dans un chansonnier provençal à la Bibliothèque Estense à Modène et dans un recueil de chansons copié au XIIIe siècle, le manuscrit Français 24406 de la Bibliothèque nationale de France à Paris, au folio 82 verso. Il s'agit d'un manuscrit orné d'enluminures, rédigé en ancien français et en occitan. 